# Władysław Podkowiński

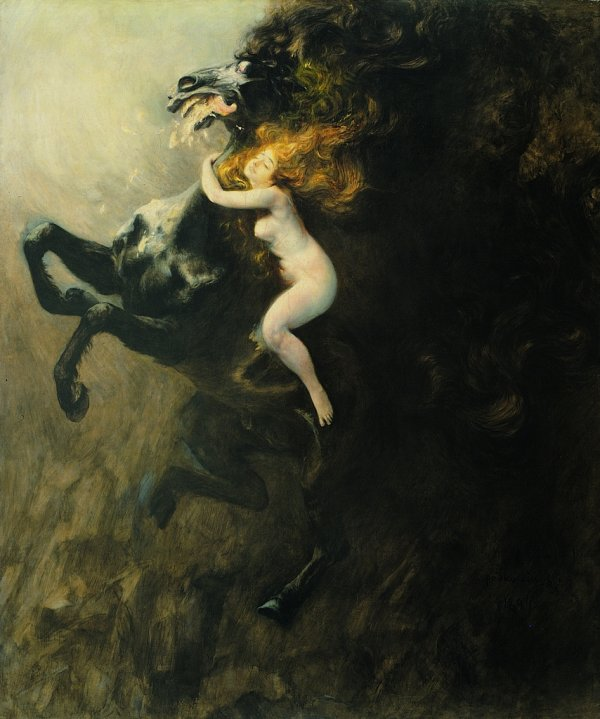
Szał uniesień, 1894

Władysław Podkowiński, artistnamn Andrzej Ansgary, född 4 februari 1866 i Warszawa, död 5 januari 1895 i Warszawa, var en polsk målare och tecknare. Han var en av de främsta polska symbolisterna och impressionisterna.